# Salomon Kalou
Salomon Armand Magloire Kalou (* 5. srpna 1985 Oumé) je profesionální fotbalista z Pobřeží slonoviny, který hraje na pozici křídelníka. Od 8. dubna 2021 je bez angažmá. Mezi lety 2007 a 2017 odehrál také 86 utkání v dresu reprezentace Pobřeží slonoviny, ve kterých vstřelil 23 branek.

## Klubová kariéra

### Nizozemsko
AJ Auxerre chtělo získat pro své služby jeho bratra Salomona Bonaventuru, ale ten se upsal stejně jako Salomon Feyenoordu Rotterdam, odtud byl poslán na roční hostování do SBV Excelsior, kde potvrdil přes své mládí své kvality a dal tak znamení, že je schopen nastupovat i za známější z rotterdamských týmů Feyenoord. Zde působil až do léta 2006. V roce 2005 získal Cenu Johana Cruijffa (Johan Cruijff Prijs), která se v Nizozemsku každoročně uděluje nejlepším mladým hráčům do 21 let.

### Chelsea FC
Salomon do Chelsea přestoupil 30. května 2006 za cenu pohybující se mezi 8 až 10 miliony liber. Kontrakt podepsal až do roku 2009 a ihned po svém příchodu obdržel dres s číslem 21.
Trenér Chelsea José Mourinho si Kaloua pochvaluje stejně jako tak jako nynější vzestup mladé generace hráčů z Pobřeží slonoviny.
Kalou přiznal, že je pořád ještě nervózní z toho, že trénuje s takovými veličinami jako Frank Lampard nebo Michael Ballack, zároveň přiznal, že se od nich mnohé naučil a hodně zlepšil svou hru.
Podle jedněch anglických novin Kalou přiznal, že jeho idolem je Thierry Henry, podle kterého se snaží napodobit i jeho volné pohyby, a jeho obdiv k Henrymu je i jeden z faktorů proč se rozhodl hrát v Premier League.
Nicméně Kalou tvrdí, že když se setká s Henrym na trávníku tak z něj nebude mít strach a nedaruje mu ani metr místa.

### Lille OSC
Dne 7. července 2012 se Kalou upsal novému klubu Lille OSC jakožto volný hráč, jelikož mu v Chelsea FC vypršela smlouva. Opačným směrem se stěhoval mladý záložník Eden Hazard a Kalou po něm převzal dres s číslem 10. O Salomona hodně usiloval trenér Lille Rudi Garcia.

## Odmítnutí žádosti o nizozemské občanství
Velkou pozornost médií vyvolalo to, že Salomon zažádal o udělení nizozemského občanství, aby mohl hrát na mistrovství světa ve fotbale za nizozemský celek. Jeho naděje posílilo i to, že nikdy nenastoupil za reprezentaci Pobřeží slonoviny, což znamenalo, že by se proces udělení občanství mohl urychlit. Jeho bratr Bonaventura ho však varoval, aby neměl v budoucnosti problémy s fotbalovými úřady. A když se k tomu přidala slova nizozemského reprezentačního trenéra Marca van Bastena, že Kalou je přesně ten typ útočníka, co potřebuje, imigrační úřady už jeho žádost skoro schválily. Do všeho se ale vmotala nizozemská ministryně pro imigraci Rita Verdonk a stanovila podmínky, že občanství udělí jen pokud Kalou napíše bezchybně test z nizozemštiny. To se mu nepovedlo a občanství nedostal.
Navzdory žádosti, kterou poslal na ministerstvo Marco van Basten i legendární Johan Cruijff odmítla Rita Verdonk přehodnocení situace o udělení občanství. Kalou se rozhodl celou záležitost poslat k soudu, kde bylo ministryni dán příkaz celou věc ještě jednou prozkoumat, Verdonková ale opět udělení občanství zamítla. Kalou tehdy veřejně přiznal, že ztratil veškerou naději stát se Nizozemcem. Na mistrovství světa ve fotbale v roce 2006 se v základních skupinách utkali Nizozemsko s Pobřežím slonoviny. Kdyby byl Kalou dostal občanství hrál by nejen proti své rodné zemi, ale i proti svému bratrovi. Fakt, že Salomon neobdržel nizozemské občanství jej znechutilo tak, že se rozhodl opustit Feyenoord a zamířil do Chelsea FC.

### Central Beheer
Proces udělení občanství pro Kaloua byl velmi medializován, a proto se stal hlavním námětem reklamy Central Beheer. V reklamě, která se začala vysílat 26. dubna 2006 není Kalou zobrazován jako občan Nizozemska, ale Německa.
Pointa je v tom, že Nando Rafael, někdejší hráč Ajaxu Amsterdam, nyní bráč Borussie, který také žádal o nizozemské občanství neúspěšně, zažádal o občanství v Německu a získal jej. Stal se tak občanem Německé republiky a mohl být povolán do reprezentace do 21 let.
Kalou ale nebyl z této reklamy nikterak nadšen a rozhodl se právními kroky tuto reklamu odstranit z obrazovek, povedlo se o týden později.

## Styl hry
Je typickým útočníkem, ale je schopen hrát i jako křídlo. Jeho silnější nohou je jeho pravačka.

## Osobní život
Jeho starším bratrem je Bonaventure Kalou.